# 魔髮奇緣：幸福前奏
《魔髮奇緣：幸福前奏》（英語：Tangled: Before Ever After）是華特迪士尼動畫電影《魔髮奇緣》的電視原創電影，2017年3月10日於美國迪士尼頻道首播。中國大陸於2019年1月6日在中央電視台電影頻道播映；台灣於2017年5月14日播出。其故事設定發生在電影本篇故事之後，特別篇短片《魔髮奇緣：大喜之日》之前，為電視動畫系列的故事序章。

## 劇情
劇情敘述樂佩公主回歸皇宮後已過了六個月，漸漸熟悉跟父母以及王國百姓的生活。在嶄新的日子裡，樂佩與尤金都實現了自己原先的夢想，開始要思考人生的下一個方向。樂佩離開高塔並與父母重逢，現在則開始要學習擔負身為公主的職責，迎接正式的加冕典禮。而尤金如願以償地住在他過去所嚮往的大城堡中，接著開始計畫著要向樂佩求婚，希望能與她一起過上幸福美滿的下半輩子。
但是對生性活潑外向的樂佩而言，拘謹的皇室禮儀與規則讓她感到難以適應，也使樂佩產生了有別於過去高塔生活的束縛感。而由於樂佩被綁走過的過去，國王對她保護可說是嚴謹到有些過頭，即便樂佩要到街道上方放鬆遊玩，也被一大隊士兵包圍，無法自由地與外界接觸。連日的壓力下，樂佩發現她難以壓抑自己對外面世界的憧憬。結果在加冕儀式的晚宴上面對尤金的求婚，那句「一輩子都在城堡裡一起生活」的誓言讓樂佩產生被約束的恐懼，她情急下只好不知所措的逃離。為了重新釐清思緒，在侍女卡珊卓拉（Cassandra）的幫助下，樂佩成功溜出王國，展開一場新的冒險。

## 配音员
| 配音                               | 配音   | 配音   | 配音     | 角色                                     |
| 美國                               | 台灣   | 香港   | 中國大陸 | 角色                                     |
| ---------------------------------- | ------ | ------ | -------- | ---------------------------------------- |
| 曼迪·穆尔 戴蘭妮·羅斯·史丁（嬰兒） | 穆宣名 | 李蔓宜 | 張喆     | 樂佩公主（Rapunzel）                     |
| 柴克·萊威                          | 王辰驊 | 楊啟健 | 陳喆     | 尤金·費茲柏特「費林雷德」（Flynn Rider） |
| 伊甸園埃斯皮諾薩                   | 張乃文 | 莊巧兒 |          | 卡珊卓拉（Cassandra）                    |
| 朱莉·鮑恩                          | 龍顯蕙 | 董菁蓓 |          | 亞蕊安娜（Arianna）                      |
|                                    | 陳貞伃 |        |          | 凱茵小姐                                 |
| 傑弗瑞·唐伯                        | 張至超 | 黃尉斯 |          | 大鼻子（Big Nose Thug）                  |
|                                    | 王希華 | 黃志明 |          | 費德瑞                                   |
| M·C·甘內                           | 徐偉翔 | 郭湛深 |          | 衛隊隊長（Captain of the Guard）         |
|                                    | 徐偉翔 |        |          | 帕克                                     |

## 幕后
- 配音工作人員：
  - 臺灣中文版：劉安（導演）、張乃文（翻譯）
- 製作人員：
  - 臺灣中文版：景平工作室（製作／錄音室）（中文版製作）

## 外部連結
- 互联网电影数据库（IMDb）上《魔髮奇緣：幸福前奏》的资料（英文）
- 豆瓣电影上《魔髮奇緣：幸福前奏》的資料 （简体中文）